# Gaston Liégeard
 (décembre 2022).
Pour les articles homonymes, voir Liégeard.
Gaston Liégeard (1867-1953) est un photographe, voyageur-aventurier et inventeur. On lui doit plus de 3 000 clichés pris avec un appareil à deux objectifs permettant déjà la vision en relief. Il a également conçu un système de « chenilles » pour les véhicules automobiles se déplaçant dans le désert.

## Biographie
Gaston Liégeard appartient à une vieille famille de notables dijonnais. Il est le fils de Stéphen Liégeard (1830-1925), avocat, écrivain, poète (inventeur du nom « Côte d'Azur » et « sous-préfet aux champs » des Lettres de mon moulin de Daudet), et de Jeanne Marie Mathilde Labbé (1841-1929), et le petit-fils de l'ancien maire de Dijon, Jean-Baptiste Liégeard (1811-1887).

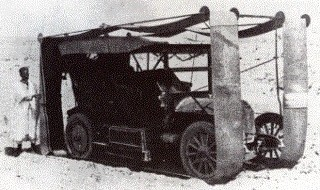
« Autochenille » Peugeot inventée par G. Liégeard (1908)

Dès 16 ans, en 1883, il prend ses premières photographies. D'une famille ayant fait fortune, il peut aisément parcourir la France puis entreprendre de longs voyages d'aventure dans les colonies ou à l'étranger. En 1907 et 1908, il parcourt les déserts du Maghreb avec une originale automobile « à chenilles » de sa conception. Sa Peugeot Type 93, de 28 CV, est ainsi équipée d’une courroie sans fin qui déroule un « chemin de 50 cm de largeur » sur lequel les roues s’appuient. Après un aller-retour Biskra-Touggourt de 450 km réussi ainsi que le parcours de 150 km entre Tébessa et Gafsa, ce procédé curieux n'a cependant pas de suite (à moins d’y voir une sorte d’ancêtre des autochenilles). En 1910, il remonte le Nil jusqu'au Soudan. Avec son appareil photographique, il « explore » également les États-Unis et le reste de l'Europe. Il retourne à nouveau au Maroc (1936).
Par ailleurs, Gaston Liégeard est aussi un alpiniste confirmé et un grand amateur de rallyes automobiles. Comme son père, parfois avec lui au début des années 1920, il participe aux séances de l'Académie de Dijon. Il meurt en 1953, célibataire et sans enfant. Son neveu refuse l'héritage du château paternel de Brochon qui devient alors le lycée d'État Stéphen-Liégeard

## Production photographique
Avec son appareil à deux objectifs destiné à la vision en relief, Gaston Liégeard prend plus de 3000 clichés. Cette collection, abritée au château de Brochon (actuellement Lycée Stéphen-Liégeard), comprend :
- des scènes de vie familiale
- des étapes de la construction du château paternel (1896)
- des scènes de la vie bourguignonne locale (notamment de vignerons)
- des vues d'Égypte, du Maroc, d'Algérie et de Tunisie
- des vues des Alpes